# Acheilognathinae
Acheilognathinae là một phân họ cá thuộc họ cá Cyprinidae..

## Các chi
- Acanthorhodeus
- Acheilognathus
- Paratanakia (monotypic)
- Pseudorhodeus (monotypic)
- Rhodeus – (typical)
- Tanakia
- Sinorhodeus (monotypic)